# كاساس دي لاثارو
بلدية كأساس دي لاثارو (بالإسبانية: Casas de Lázaro) هي بلدية تقع في مقاطعة البسيط التابعة لمنطقة كاستيا لا مانتشا وسط إسبانيا.

## الديموغرافيا
بلغ عدد سكان بلدية كأساس دي لاثارو 475 نسمة عام 2011 (وفقاً للمعهد الوطني الإسباني للإحصاء).
| 455 | 439 | 441 | 427 | 505 | 451 | 475 |